# المرأة في طب الأسنان

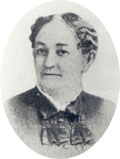
إيميلين روبيرتس جونس.

هناك تاريخ طويل من دور المرأة في طب الأسنان.

## الجدول الزمني

### القرن السادس عشر
- في عام غير معروف في القرن 16: نقش لوكاس فان ليدن على النحاس صورة طبيب أسنان مسافر إلى جنب مع امرأة بصفتها مساعدةً له.[1]

### القرن التاسع عشر
- 1852: في عام 1852، أصبحت آماليا أسور (Amalia Assur) أول طبيبة أسنان في السويد؛ حصلت على إذن خاص من المجلس الملكي للصحة  لتمارس بشكل مستقل طب الأسنان، بالرغم من أن المهنة لم تكن مفتوحة قانونية للنساء في السويد قبل عام 186
- 1855: أصبحت إيميلين روبيرتس جونس (Emeline Roberts Jones) أول امرأة تمارس طب الأسنان في الولايات المتحدة الأمريكية.[2] تزوجت طبيب الأسنان دانيال جونس عندما كانت مراهقة، وأصبحت مساعدته عام 1855.[3]
- 1866: تلقت روزالي فوجيلبيرج (Rosalie Fougelberg) الإعفاء الملكي من الملك السويدي تشارلز ال15 وهكذا أصبحت أول امرأة في السويد تمارس مهنة طب الأسنان بشكل رسمي منذ أن أصبح المجال مفتوحًا لكلا الجنسين عام 1861.
- 1866: أصبحت لوسي هوبز تايلور (Lucy Hobbs Taylor) أول امرأة تتخرج من كلية طب الأسنان (كلية أوهايو لطب الأسنان).
- 1869: أصبحت هينريت هيسكفيلد (Henriette Hirschfeld-Tiburtius) والمولودة بألمانيا، أول امرأة تأخذ كورسًا كاملًا في كلية طب الأسنان، حيث أن لوسي هوبز تايلور مارست المهنة قبل الالتحاق بكلية طب الأسنان.[4] تخرجت من كلية بنسلفانيا لجراحة الأسنان ( Pennsylvania College of Dental Surgery) عام 1869.[5][6]
- 1874: فاني أ.رامبارجر (Fanny A. Rambarger) هي ثاني امرأة أمريكية تحصل على درجة دكتور جراحة الأسنان عام 1874، تخرجت من كلية بنسلفانيا لجراحة الأسنان. عملت في فيلاديلفيا واقتصرت على معالجة النساء والأطفال.
- 1881: مارجريت كارو (Margaret Caro) هي أول امرأة تدرج في سجل أطباء أسنان نيوزيلاندا.[7]
- 1886: مارجريت كورني سالازر (Margarita Chorné y Salazar) أصبحت أول طبيبة أسنان في المكسيك.
- 1890: ادا جراي رولين (Ida Gray Rollins) هي أول أفريقية-أمريكية تحصل على درجة في طب الأسنان في الولايات المتحدة، حصلت عليها من جامعة ميتشجان.[8]
- 1892: انشأت جمعية طب أسنان المرأة (Women's Dental Association) في الولايات المتحدة عام 1892 عبر ماري ستيلويل-كيوسيل (Mary Stillwell-Kuesel ) وبمشاركة 12 عضو.[9]
- 1895: ليليان ليندسي ( Lilian Lindsay) أصبحت أول طبيبة أسنان حائزة على رخصة في بريطانيا.
- 1898: إيما جايدرياي كاسجراين (Emma Gaudreau Casgrain) هي أول طبيبة أسنان حائزة على رخصة في كندا.

### القرن العشرين
- 1907: فرانسيس دوروثي جراي (Frances Dorothy Gray) أصبحت أول أمرأة أسترالية تنال بكالوريوس علوم طب الأسنان من الكلية الأسترالية لطب الأسنان، جامعة ملبورن في عام 1907.
- 1920: مود تانر (Maude Tanner) أصبحت أول انثى تسجل كمندوب في جمعية طب الأسنان الأمريكية.[10]
- 1921: خلال الاجتماع السنوي لجمعية طب الأسنان الأمريكية (ADA)، تجمعت 12 طبيبة أسنان في ميلووكي وقمن بتشكيل اتحاد المرأة الأمريكية لأطباء الأسنان، التي تعرف الآن باسم الجمعية الأمريكية لطبيبات الأسنان (AAWD). أول رئيسة للجمعية كانت م. إيفانجلين جوردان و كانت من أول من خصصت ممارستها  بعلاج الأطفال وهي مؤسسة طب أسنان الأطفال  pedodontics. تخرجت من جامعة كاليفورنيا مدرسة طب الأسنان عام 1898.
- 1923: أنيتا مارتن (Anita Martin) أصبحت أول امرأة قلدت في المجتمع الشرفي الأمريكي لطب الأسنان Omicron Kappa Upsilon.
- 1946: أصبحت ليليان ليندسي (Lilian Lindsay) أول امرأة ترأس جمعية طب الأسنان البريطانية.
- 1951: هيلين إ. مايرز (Helen E. Myers)، تخرجت عام 1941 من جامعة تمبل، كلفت كطبية أسنان في فيلق الجيش الأمريكي بذلك تعد أول ضابط طبيبة أسنان عام 1951.
- 1975: في 1 يوليو عام 1975 أصبحت جيني سكينفورد (Jeanne Sinkford) أول امرأة عميدة لكلية أمريكية لطب الأسنان عندما تم تعيينها كعميد لـجامعة هوارد ، كلية طب الأسنان.
- 1977: عينت نانسي جوري (Nancy Goorey) كأول رئيسة للجمعية الأمريكية لمدارس طب الأسنان  (التي تأسست في عام 1923 سميت جمعية تعليم طب الأسنان الأمريكية في عام 2000).[11]
- 1988: في عام 1988 ، جمعية طالب طب الأسنان الأمريكي انتخبت أول رئيسة, ن. غيل مكلورين (N. Gail McLaurin) من جامعة ساوث كارولينا الطبية.[12]
- 1991: جيرالدين مورو (Geraldine Morrow) أصبحت أول امرأة ترأس جمعية طب الأسنان الأمريكية.[13]
- 1997: هسلي ج. هاربر ( Hazel J. Harper) أصبحت أول رئيسة أنثى [أمريكية] للجمعية الوطنية لطب الأسنان.[14][15]

### القرن الواحد والعشرين
- 2001: أصبحت مارجري جيفكوت (Marjorie Jeffcoat) أول محررة لـ (Journal of the American Dental Association).[16]
- 2003: الأميرال كارول تيرنر (Carol I. Turner) أصبحت أول امرأة رئيسة فيلق طب الأسنان للقوات الأمريكية البحرية .[17]
- 2004: ساندرا ماديسون (Sandra Madison) من أشفيل في شمال كارولينا، انتخبت كأول امرأة رئيسة للجمعية الأمريكية لعلاج العصب (American Association of Endodontists).[18]
- 2005: ميشيل ايردن (Michele Aerden) أصبحت أول سيدة رئيسة للإف دي أي الاتحاد العالمي لطب الأسنان (World Dental Federation) .
- 2007: أصبحت لورا كيلي (Laura Kelly) أول سيدة رئيسة للأكاديمية الأمريكية لطب الأسنان التجميلي (American Academy of Cosmetic Dentistry).[19]
- 2008: أصبحت بيفيرلي لارجينت (Beverly Largent) وهي طبيبة أسنان للأطفال أول سيدة رئيسة للأكاديمية الأمريكية لطب أسنان الأطفال (American Academy of Pediatric Dentistry) .[20]
- 2008: أصبحت فاليري موراه (Valerie Murrah) أول سيدة ترأس الأكاديمية الأمريكية لعلم أمراض الفم والوجه والفكين(American Academy of Oral and Maxillofacial Pathology) .[21]
- 2008: باولا جونس (Paula Jones) هي أول امرأة ترأس أكاديمية طب الأسنان العام (Academy of General Dentistry).[22]
- 2008: ديبوراه ستيميست (Deborah Stymiest) منفريدريكتون انتخبت كأول سيدة رئيسة للجمعية الكندية لطب الأسنان (Canadian Dental Association). [23]
- 2008: سوزان بوردينافي-بيشوب (Susan Bordenave-Bishop) أصبحت أول سيدة رئيسة للأكاديمية الدولية لطب الأسنان( Academy of Dentistry International)
- 2009: كاثلين ت.أو لوجهلين (Kathleen T. O'Loughlin) أصبحت أول مديرة تنفيذية للجمعية الأمريكية لطب الأسنان.[24]
- 2013: جايلي جلين (Gayle Glenn) انتخبت كأول امرأة رئيسة للجمعية الأمريكية لتقويم الأسنان ( American Association of Orthodontists) .[25][26]